# Jamal Maroof
Jamal Ibrahim (Arabic:جمال إبراهيم) (sinh ngày 23 tháng 11 năm 1991) là một cầu thủ bóng đá người Các Tiểu vương quốc Ả Rập Thống nhất. Hiện tại anh thi đấu cho Al Sharjah SC.